# José María Libório Camino Saracho

Bischofswappen von José María Libório Camino Saracho

José María Libório Camino Saracho (* 13. November 1931 in Santurtzi, Bizkaia; † 30. August 2021 in São Miguel Paulista, Bundesstaat São Paulo) war ein spanisch-brasilianischer Geistlicher und römisch-katholischer Bischof von Presidente Prudente in Brasilien.

## Leben
José María Libório Camino Saracho besuchte die Kleinen Seminare in Castillo y Elejabeitia und Vitoria-Gasteiz. Anschließend studierte er zunächst Philosophie am Priesterseminar in Vitoria-Gasteiz und später Katholische Theologie am Priesterseminar in Derio. Am 6. Juli 1958 empfing Camino Saracho in der Basilika Unserer Lieben Frau von Begoña durch den Bischof von Bilbao, Pablo Gúrpide Beope, das Sakrament der Priesterweihe für das Bistum Bilbao. Neben seinen Universitätsabschlüssen in Philosophie und Theologie erwarb er solche in Sozialwissenschaften und Betriebswirtschaft.
Camino Saracho war zunächst als Disziplinarpräfekt und Professor am Priesterseminar in Derio tätig, bevor er 1967 als Missionar nach Brasilien ging und die brasilianische Staatsbürgerschaft erhielt. Dort wirkte er als Seelsorger in Itaquera im Erzbistum São Paulo. 1969 wurde José María Libório Camino Saracho Pfarrer der Pfarrei São Benedito in Guaianazes. Zudem war er Koordinator einer Pastoralzone und Generalvikar für die Region São Miguel Paulista. Ferner war er Mitglied des Priesterrats des Erzbistums São Paulo und nationaler Präsident des Kolpingwerks. Nach der Gründung des Bistums São Miguel Paulista am 15. März 1989 wurde José María Libório Camino Saracho in dessen Klerus inkardiniert. Im Bistum São Miguel Paulista wirkte er als Pfarrer der Kathedrale São Miguel Arcanjo in São Miguel Paulista sowie als Diözesanökonom und als Generalvikar. Daneben war Camino Saracho Direktor des Diözesankollegs Virgem do Pilar und Diözesancaritasdirektor. Er gehörte dem Priesterrat, dem Konsultorenkollegium und dem Pastoralrat des Bistums São Miguel Paulista an.
Am 16. Juni 1999 ernannte ihn Papst Johannes Paul II. zum Weihbischof in São Miguel Paulista und zum Titularbischof von Urusi. Der Apostolische Nuntius in Brasilien, Erzbischof Alfio Rapisarda, spendete ihm am 29. September desselben Jahres in der Kathedrale São Miguel Arcanjo in São Miguel Paulista die Bischofsweihe; Mitkonsekratoren waren Fernando Legal SDB, Bischof von São Miguel Paulista, und Carmelo Echenagusía Uribe, Weihbischof in Bilbao. Sein Wahlspruch Segregatus in Evangelium Dei („Ausgesondert zur Verkündung des Evangeliums Gottes“) stammt aus Röm 1,1 .
Papst Johannes Paul II. bestellte ihn am 20. Februar 2002 zum Bischof von Presidente Prudente. Die Amtseinführung erfolgte am 7. April desselben Jahres. Am 16. April 2008 nahm Papst Benedikt XVI. das von José María Libório Camino Saracho aus Altersgründen vorgebrachte Rücktrittsgesuch an. Danach lebte Camino Saracho in São Miguel Paulista, wo er weiterhin als Seelsorger in der Pfarrei São José Operário tätig war.
José María Libório Camino Saracho starb im August 2021 und wurde in der Krypta der Kathedrale São Miguel Arcanjo in São Miguel Paulista beigesetzt.